# Азербайджан на летних Паралимпийских играх 2000
Азербайджан на летних Паралимпийских играх 2000 был представлен в 3-х видах спорта (лёгкой атлетике, пауэрлифтинге и стрельбе). В состав сборной Азербайджана вошло 7 человек (6 мужчин и 1 женщина).

## Медалисты
| Медаль  | Спортсмен      | Вид спорта | Дисциплина                      | Дата       |
| ------- | -------------- | ---------- | ------------------------------- | ---------- |
| Серебро | Елена Таранова | Стрельба   | Женщины, пулевая стрельба, 50 м | 24 октября |